# 克萊因伯辛根

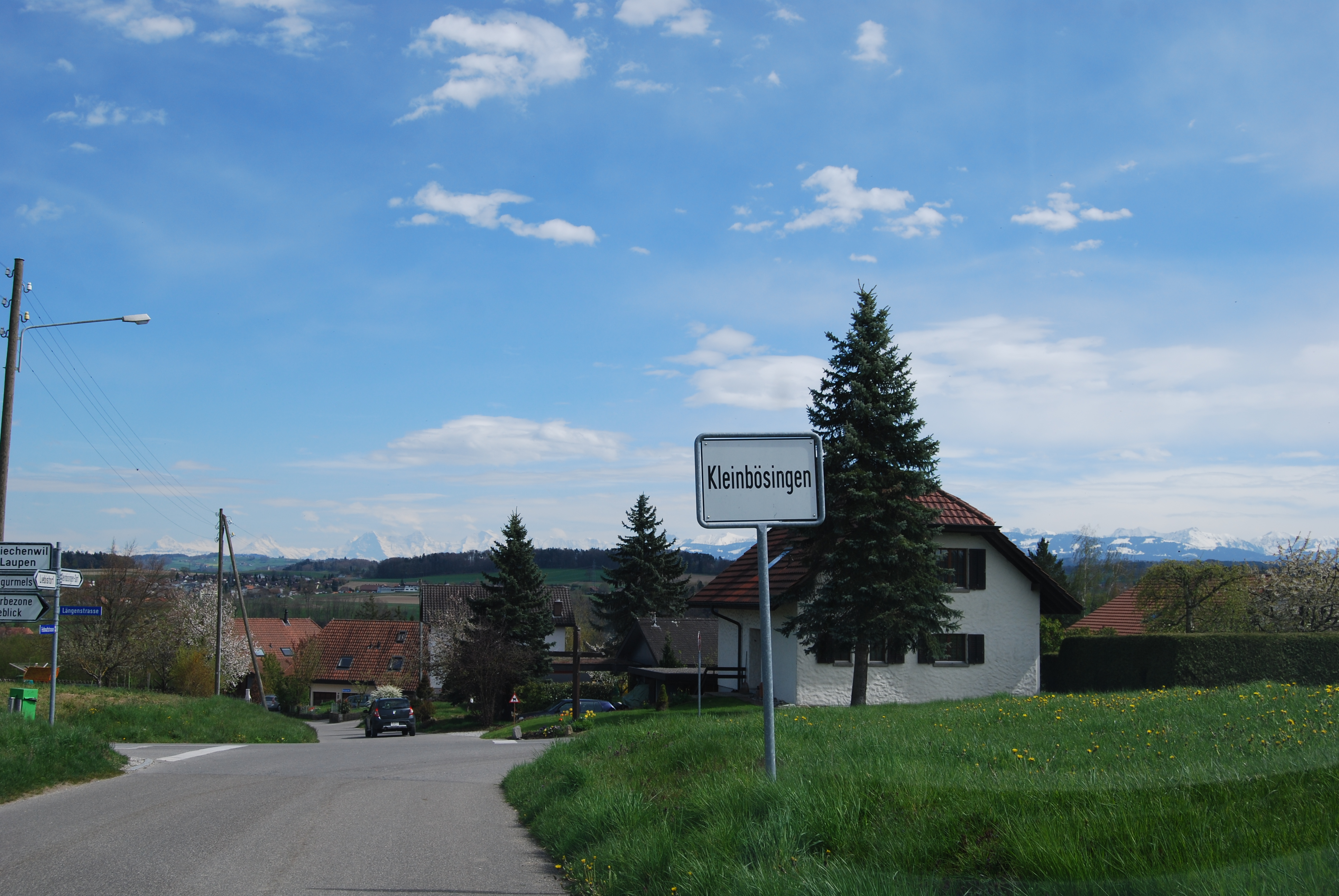

克萊因伯辛根是瑞士的城鎮，位於該國西部，由弗里堡州負責管轄，面積3.01平方公里，海拔高度509米，2011年人口597，一半人口信奉羅馬天主教，人口密度每平方公里198人。

## 外部連結
- Official website（页面存档备份，存于） （德文）

46°54′N 7°12′E / 46.9°N 7.2°E